# Carex mackenziei
Carex mackenziei — вид трав'янистих рослин родини осокові (Cyperaceae).

## Опис
Кореневища короткі; столони присутні, часто довгі. Стебла іноді вигнуті, тонкі, 10–40 см. Листя: піхви сіро-коричневого до світло-коричневого кольору знизу; пластини від жовтувато-зеленого до світло-сіро-зеленого забарвлення, плоскі, 5–20 см × 1–3 мм. Суцвіття 1,5–5 см × 7–12 мм; колосків 3–6. Маточкові луски блідо-червоно-коричневі. Сім'янки від світло-коричневого до сіро-коричневого кольору, довгасті, 1.75–2 × 1,25–1,5 мм, матові. 2n = 64.

## Поширення
Північна Америка: Гренландія, Канада, США — Аляска, Мен; Євразія: російська Північ, Естонія, Латвія, Фінляндія, Ісландія, Норвегія, Швеція. Населяє прибережні та гирлових болота, в основному солонуваті ґрунти, морські узбережжя.